# 角の二等分線の定理
初等幾何学における角の二等分線の定理（かくの にとうぶんせんのていり、英: Angle bisector theorem）は、三角形の内角および外角の二等分線と線分の長さの比について述べた定理である。

## 内角における角の二等分線の定理
△ABC を考える。∠ A （内角）の二等分線が、辺BC上の点Dで交わるとする。このとき、線分BDの長さと、線分CDの長さとの比は、辺ABの長さと辺ACの長さの比に等しい。すなわち
{\displaystyle {\frac {BD}{CD}}={\frac {AB}{AC}}}

∠ BAD = ∠ CAD ならば が成り立つ。

である。この定理の逆、すなわち「△ABC の辺BC上の点Dについて、線分BDの長さと、線分CDの長さとの比が、辺ABの長さと辺ACの長さの比に等しいならば、直線ADは∠ A の二等分線である」も成り立つ。
この定理の一般化として、Dが辺BC上の点ならば
{\displaystyle {\frac {BD}{CD}}={\frac {AB\sin \angle DAB}{AC\sin \angle DAC}}}
が成り立つ。
角の二等分線の定理は日本の数学教育では高等学校の数学Aの「図形の性質」で扱われるが、中学校の「図形の相似」単元の応用でも扱われる場合がある。

## 証明
内角における角の二等分線の定理の証明にはさまざまな方法が存在する。そのうちのいくつかを以下に示す。
以下、特に断りのない限り △ABCで∠ A （内角）の二等分線と辺 BC の交点を点 D とする。

### 相似な三角形を利用した証明 1
点 C を通り、辺ADに平行な直線と辺ABの延長の交点を E とする。
このとき、平行線の同位角から {\displaystyle \angle BAD=\angle BEC,\angle BDA=\angle BCE}、共通の角より{\displaystyle \angle ABD=\angle CBE}である。これらのうち2つから、{\displaystyle \triangle BAD\sim \triangle BCE} となる。このことから、
{\displaystyle {\frac {AB}{AE}}={\frac {BD}{DC}}}
（このことは平行線と線分の比の定理からも証明できる）
また、 {\displaystyle \angle BAD=\angle CAD} かつ{\displaystyle AD\parallel CE}より{\displaystyle \angle AEC=\angle ACE} だから、{\displaystyle AC=AE} である。よって
{\displaystyle {\frac {AB}{AC}}={\frac {BD}{DC}}}

### 相似な三角形を利用した証明 2
図で、点 B から直線 AD に下ろした垂線の足を B1 とし、点 C から直線 AD におろした垂線の足をC1 とする。
△ABB1と△ACC1において、
{\displaystyle \angle BAB_{1}=\angle CAC_{1}} 、{\displaystyle \angle AB_{1}B=\angle AC_{1}C=90^{\circ }}であるから
{\displaystyle \triangle ABB_{1}\sim \triangle ACC_{1}} である。
したがって、{\displaystyle {\frac {AB}{AC}}={\frac {BB_{1}}{CC_{1}}}} である。
さらに、{\displaystyle \triangle BB_{1}D\sim \triangle CC_{1}D}であるから
{\displaystyle {\frac {BB_{1}}{CC_{1}}}={\frac {BD}{CD}}}
前の式と合わせて、
{\displaystyle {\frac {BD}{DC}}={\frac {AB}{AC}}}
点 D を、点 B や点 C と一致しない辺 BC 上の点とすると
{\displaystyle {\frac {BD}{CD}}={\frac {BB_{1}}{CC_{1}}}={\frac {AB\sin \angle BAD}{AC\sin \angle CAD}}}（一般化）

### 正弦定理を利用した証明
△ABD と △ACDに正弦定理を用いることで、
∠ ADB と ∠ ADCは補角（大きさの和が180度）だから、
{\displaystyle {\sin \angle ADB}={\sin \angle ADC}}
{\displaystyle \angle DAB=\angle DAC} だから、式(1)と(2)の右辺は等しい。したがって、
{\displaystyle {\frac {BD}{CD}}={\frac {AB}{AC}}}
辺BC上に点Dがあるとき、その位置に関係なく、式(1)と(2)は次のように変形できる。
{\displaystyle {{\frac {AB}{BD}}\sin \angle DAB=\sin \angle ADB}}
{\displaystyle {{\frac {AC}{CD}}\sin \angle DAC=\sin \angle ADC}}
∠ ADB と ∠ ADCは補角だから、式(1)と(2)の右辺が等しいので 
{\displaystyle {{\frac {AB}{BD}}\sin \angle DAB={\frac {AC}{CD}}\sin \angle DAC}}、
すなわち{\displaystyle {\frac {BD}{CD}}={\frac {AB\sin \angle DAB}{AC\sin \angle DAC}}}（この定理の一般化）を得る。

### 三角形の面積を利用した証明

図で、△BADと △CADの面積比を調べる。
{\displaystyle {\frac {\triangle ABD}{\triangle ACD}}={\frac {{\frac {1}{2}}BDh}{{\frac {1}{2}}CDh}}={\frac {BD}{CD}}}および
{\displaystyle {\frac {\triangle ABD}{\triangle ACD}}={\frac {{\frac {1}{2}}ABAD\sin \alpha }{{\frac {1}{2}}ACAD\sin \alpha }}={\frac {AB}{AC}}}から
{\displaystyle {\frac {BD}{CD}}={\frac {AB}{AC}}}

## 外角における角の二等分線の定理
△ABC で、 AB ≠ AC であるとき、 外角A の二等分線と辺 BC との交点を E とすると
{\displaystyle {\frac {BE}{CE}}={\frac {AB}{AC}}}

が成り立つ（外角における角の二等分線定理）。これについても、逆が成り立つ。

### 証明
図のように、 AB ≠ AC である △ABC のとき、 外角Aの二等分線と辺 BC との交点を D、点 C を通り辺ADに平行な直線と辺ABとの交点を E とし、辺 BA の延長上に点 F をとる。
このとき、{\displaystyle AD\|EC}から {\displaystyle \triangle BAD\sim \triangle BEC} であり
{\displaystyle {\frac {BD}{CD}}={\frac {AB}{AE}}}
平行線の同位角から {\displaystyle \angle AEC=\angle FAD} 、平行線の錯角から {\displaystyle \angle ACE=\angle CAD} が成り立つ。したがって、{\displaystyle \angle FAD=\angle CAD}であるから、{\displaystyle \angle AEC=\angle ACE}となり、 {\displaystyle AC=AE} が成り立つ。このことから、
{\displaystyle {\frac {BD}{CD}}={\frac {AB}{AC}}}

## 歴史
内角における角の二等分線の定理は、『ユークリッド原論』の第6巻の命題3として登場する。 Heath (1956, p. 197 (vol. 2))によると、外角の二等分線についてのこれに対応する記述はロバート・シムソンによって与えられ、パップスは証明なしにこの結果を仮定したと指摘した。Heathは続けて、オーガスタス・ド・モルガンは2つの定理を次のように組み合わせる必要があると提案したと述べた。
If an angle of a triangle is bisected internally or externally by a straight line which cuts the opposite side or the opposite side produced, the segments of that side will have the same ratio as the other sides of the triangle; and, if a side of a triangle be divided internally or externally so that its segments have the same ratio as the other sides of the triangle, the straight line drawn from the point of section to the angular point which is opposite to the first mentioned side will bisect the interior or exterior angle at that angular point.

## 応用
この定理は、次のようなことがらの議論で使用される。
- 三角形の内心と線分の長さ / 三角形の内心の座標
- アポロニウスの円